# Musique pour madame
Pour plus de détails, voir Fiche technique et Distribution.
Musique pour madame (Music for Madame) est un film américain de 1937 réalisée par John G. Blystone et écrite par Gertrude Purcell et Robert Harari. Le film est sorti le 8 octobre 1937 par RKO Pictures.

## Distribution
- Nino Martini : Nino Maretti
- Joan Fontaine : Jean Clemens
- Alan Mowbray : Leon Rodowsky
- Billy Gilbert : Krause
- Alan Hale, Sr.: Detective Flugelman
- Grant Mitchell: Ernest Robinson
- Erik Rhodes: Spaghetti Nadzio
- Lee Patrick  : Nora Burns
- Romo Vincent : Truck Driver
- Frank Conroy : Morton Harding
- Bradley Page v Rollins
- George Shelley : Mr. Barret
- Jack Carson